# Daniel Georg Neugeboren
Daniel Georg Neugeboren (n. 21 septembrie 1759, Sibiu – d. 21 februarie 1822, Biertan) a fost din 1806 până în 1822 superintendent al Bisericii Evanghelice de Confesiune Augustană din Transilvania („episcop al sașilor”). A fost tatăl paleontologului Johann Ludwig Neugeboren.

## Viața
Neugeboren a studiat teologia și istoria la Universitatea din Leipzig. După absolvirea facultății s-a întors la Sibiu, unde a activat ca profesor, apoi ca director al Gimnaziului Evanghelic (în prezent Liceul Brukenthal).
Ca adept al iluminismului german (Aufklärung), a început în anul 1790 editarea revistei Siebenbürgische Quartalschrift. După 1799 s-a implicat direct în pastorația evanghelică, iar în anul 1805 a devenit pastor al orașului Sebeșul Săsesc, unde s-a și căsătorit.
În anul 1806 a fost numit în funcția de superintendent (episcop) al Bisericii Evanghelice din Transilvania. Auch in diesem Amt versuchte er, aufklärerische Ideen zu verwirklichen. Er begann, das Schulsystem seiner Heimat Siebenbürgen neu zu gestalten und vereinheitlichte (erneuerte) die Verwaltung der siebenbürgischen Kirche. Das Wichtigste war dabei wohl eine überarbeitete Visitationsordnung, welche Neugeboren 1817 vorlegte.